# Musikogramm
Ein Musikogramm ist eine Art Partitur oder Schema einer Komposition, dargestellt durch Symbole. Es dient der Vermittlung klassischer Musik im Musikunterricht der Primar- und Sekundarstufe. Das Musikogramm wurde von dem belgischen Musikpädagogen und Komponisten Jos Wuytack entwickelt. Den Begriff, der zum ersten Mal im Jahr 1965 erschien, leitete er aus dem Griechischen ab: musikè (Musik) und gramma (Schrift, Gemälde, Verzeichnis).

## Definition
Im Gegensatz zu einer Partitur ist ein Musikogramm reduziert auf die Hauptaspekte, welche beim Hören gut wahrnehmbar sind. Die Symbole sind im Wesentlichen begrenzt auf Farben, geometrische Figuren, Instrumente und einige dynamische Zeichen. Die Anordnung der Instrumente im Musikogramm entspricht derjenigen in einer Orchesterpartitur. Es werden nur die Instrumente dargestellt, welche man hörend gut wahrnehmen kann. Auch die Symbole zur Darstellung der Orchesterinstrumente sind eine Erfindung Wuytacks.
Ein wichtiges Prinzip des Musikogramms ist, dass musikalische Inhalte niemals mit konkreten Zeichnungen dargestellt werden, z. B. Bilder von Vögeln bei Motiven der Querflöte. Hier liegt ein wesentlicher Unterschied zu den zu Beginn des Artikels genannten einfachen „musicogramas“.
Eine ausführliche psychologische und pädagogische Begründung des Musikogramms sowie eine Darstellung der damit verbundenen Methode des „Aktiven Musikhörens“ veröffentlichte Jos Wuytack mit Paul Schollaert 1972.
Es folgten Sammlungen von Musikogrammen zu Musikwerken  aus unterschiedlichen Epochen. Genaue methodische Anweisungen für Lehrer sowie Schülerhefte sind in den Sammlungen enthalten, die unter dem Titel „Audición musical activa“ erschienen sind.

## Musikalische Aspekte eines Musikogramms

### Die Form
Das Erkennen der Form ist das Hauptanliegen des Musikogramms. Unter Form wird die Struktur eines Stückes verstanden, welche aus dem Zusammenspiel von Ähnlichkeiten und Kontrasten zwischen Themen, Phrasen und Motiven entsteht. Postuliert wird:  Einzelne Teile erhalten ihre Bedeutung in ihrer Beziehung zum Ganzen. Hat der Hörer die Form eines Musikstückes erfasst, kann er das Werk verstehen.
Während des Musikhörens ist die Form jedoch schwer wahrnehmbar. Musik ist eine Kunst in der Zeit und ihr Bauplan erschließt sich erst dem musikalisch geschulten Ohr und nach häufigem Hören. Die graphische Darstellung im Musikogramm ist eine visuelle Unterstützung, um das Gehörte zu erfassen. Sie zeigt die Struktur eines Stückes: Wie viele verschiedene Themen kommen vor, in welcher Reihenfolge? Sind die Themen sehr unterschiedlich, sind es auch die Farben. Sind sie ähnlich, kontrastieren die Farben wenig. Wahrnehmbare Variationen eines Themas sind durch Linien, Punkte etc. dargestellt.

### Metrik
Die Takte sind genau wiedergegeben in Form einer horizontalen Linie. So lässt sich die gehörte Musik auf dem Musikogramm mit dem Schlagen des Taktes gut verfolgen.

### Die Melodie
Die Themen werden durch farbige Rechtecke dargestellt. Sofort erhält man so einen Gesamteindruck von der Idee des Komponisten. Erscheint ein Thema minimal variiert, so ist es nicht wichtig, dies wiederzugeben. Entscheidend ist, dass die Kinder dieses Thema sofort erkennen. Die Bögen über den Rechtecken verdeutlichen die Spannungsbögen der Phrasen. Nichtthematische Melodieteile, welche gut zu hören sind, werden durch Linien wiedergegeben.
Melodieverläufe werden im Musikogramm nicht dargestellt.

### Harmonie und Polyphonie
Harmonische Aspekte, z. B. einfache Begleitformen wie Tonika-Dominante, Bordun, eine liegende Note werden, wenn überhaupt, durch Punkte und Striche dargestellt. Polyphone Aspekte wie die Imitation oder der Kanon sind durch Figuren und Farben wiedergegeben. Grundsätzlich werden Harmonie und Polyphonie aber wenig thematisiert, weil die Zuhörer in der Regelschule nicht die notwendige Erfahrung mitbringen.

### Dynamik und Ausdruck
Die dafür üblichen Zeichen stehen dann im Musikogramm, wenn der Kontrast sehr deutlich ist.

### Instrumentierung
Die Klangfarbe spielte für die Komponisten der Romantik eine entscheidende Rolle, so dass die    Instrumentierung eine mit Melodie, Rhythmus oder Harmonie vergleichbare Bedeutung bekam.
Den Kindern hilft die Klangfarbe eines Instrumentes, eine Melodie wiederzuerkennen, wenn diese  einem bestimmten Instrument (oder einer Gruppe) zugeordnet ist.
Weiter hilft die Klangfarbe, polyphone Elemente zu erkennen. Ein Beispiel: Ein pizzicato der Kontrabässe wird überlagert von einer Melodie in legato der Violinen. Gleichzeitig wird diese Melodie durchschnitten von glissandi der Flöten. Die Hörner aber spielen Synkopen.

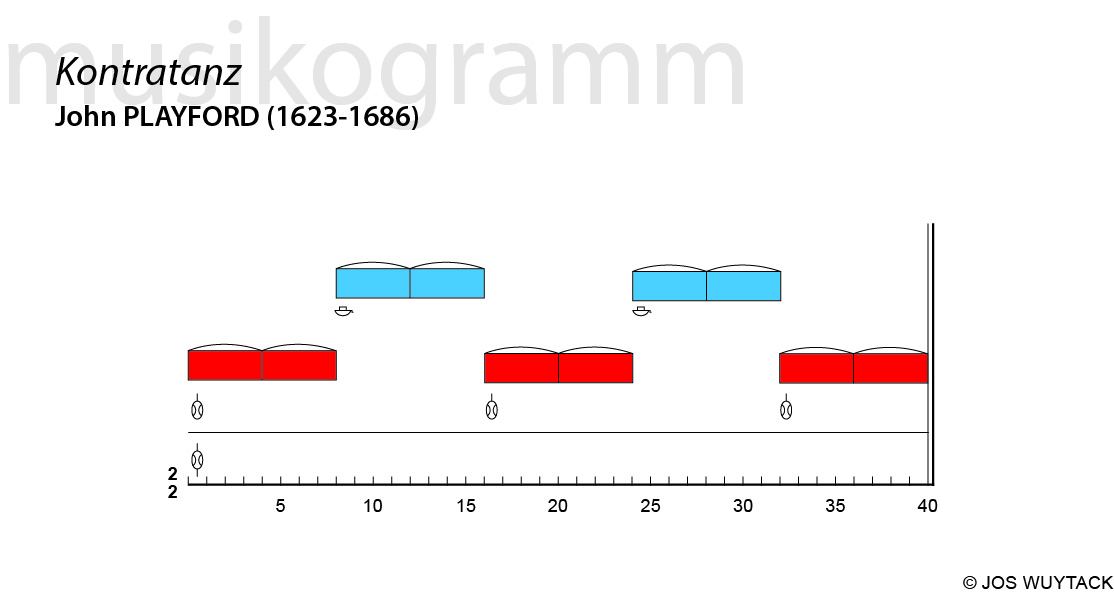
Musikogramm des Kontratanzes von John Playford

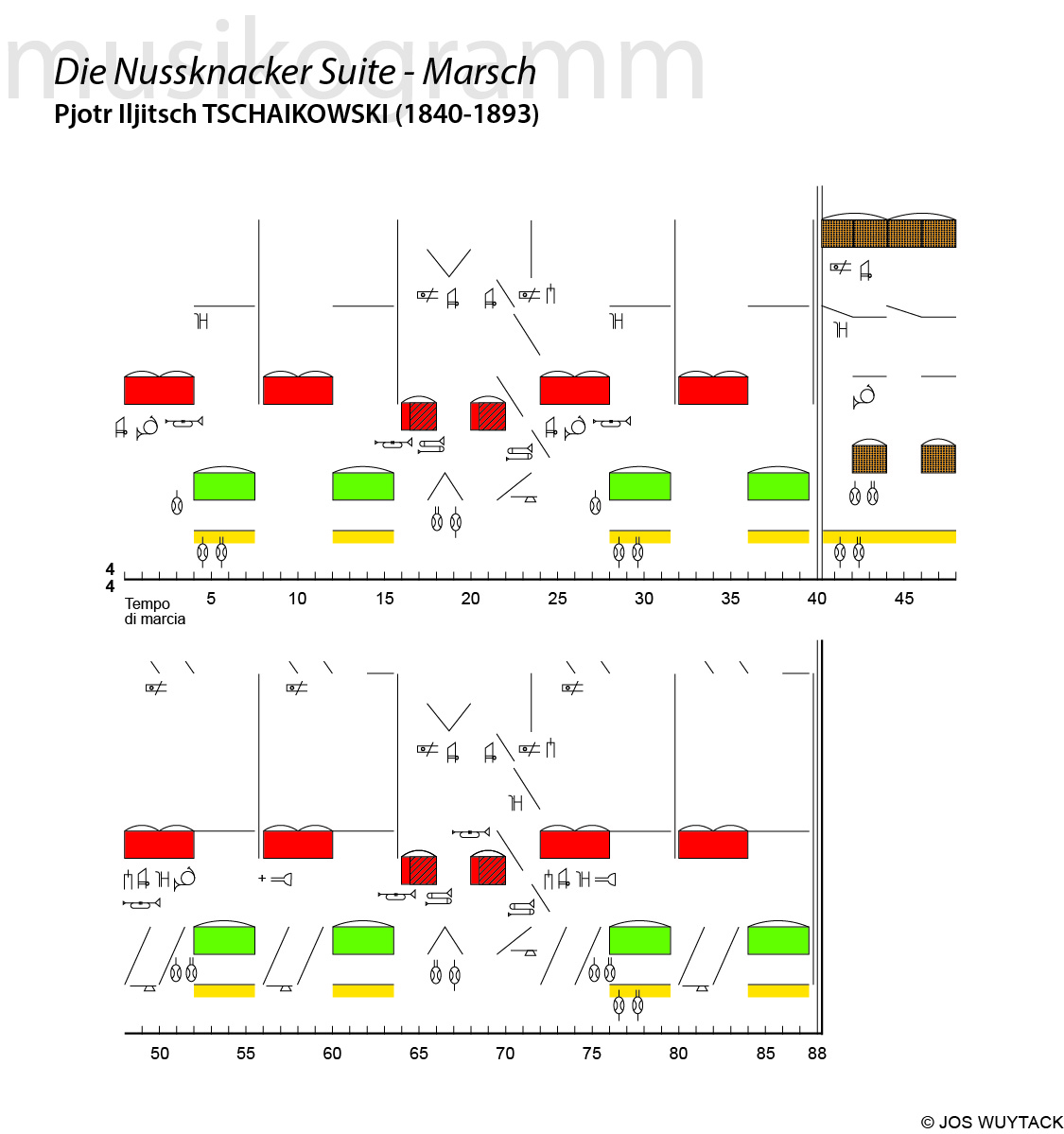
Musikogramm des Marsches der Nussknacker-Suite von Tschaikowski

## Wie wird ein Musikogramm erarbeitet? – Die Methode des „Aktiven Musikhörens“
Zunächst werden die einzelnen Themen eines Stückes aktiv erarbeitet. Bei dem Kontratanz von John Playford erfolgt dies durch Tanzen, bei dem Marsch der Nussknacker-Suite von Tschaikowski durch rhythmisches Sprechen und Bewegung. In der Erarbeitung anderer Musikogramme spielen auch Singen und Instrumentalspiel eine Rolle. Nach der Themenerarbeitung folgt eine Nachgestaltung des gesamten Stückes.
Im zweiten Schritt hören die Kinder das Musikstück, ohne das Musikogramm zu sehen. Sie beteiligen sich aktiv, indem sie zu den entsprechenden Themen mitsprechen, mittanzen, mitsingen oder mitmusizieren.
In der dritten Phase werden die Themen auf dem Musikogramm verfolgt, während das Musikstück erklingt. Zuerst zeigt die Lehrkraft im Taktschlag mit, anschließend verfolgen die Schüler selbständig die Themen, während sie das Stück hören.

## Musikpädagogische Relevanz des „Aktiven Musikhörens“
Das Aktive Musikhören mit Musikogrammen stellt einen neuen Beitrag in der Musikpädagogik dar. Einerseits entspricht Wuytack mit diesem Ansatz dem Postulat von Carl Orff, die Kinder im Musikunterricht aktiv Musik (er-)leben zu lassen, denn Orff fordert: „Elementare Musik ist nie Musik allein, sie ist mit Bewegung, Tanz und Sprache verbunden, sie ist eine Musik, die man selbst tun muss, in die man nicht als Hörer, sondern als Mitspieler einbezogen ist“.
Andererseits entspricht die Arbeit mit Musikogrammen der Forderung nach Kompetenzorientierung im Hinblick auf die Vermittlung kultureller Werte sowie musikalischer Basisqualifikationen:
- Die Kinder erfassen die Struktur eines Musikstückes. In der Einheit des Werkes erfahren sie die Vielfalt der Komposition.
- Die Nachgestaltung eines Musikstücks, welche vor dem Hören mit dem Musikogramm erfolgt, fördert das Gefühl für Form, Rhythmus und Dynamik.

Eine vergleichende Studie zeigt die Effektivität der Werkvermittlung mit Musikogrammen: Kinder in Australien, Belgien und Portugal nahmen an Musikstunden bei der gleichen Lehrkraft teil, in denen der Marsch aus Tschaikowskis Nussknacker-Suite gehört wurde. Im Anschluss wurden sie gefragt nach den musikalischen Parametern Form, Instrumentierung und Tempo. In den Klassen, welche mit dem Musikogramm gearbeitet haben, antworteten signifikant mehr Kinder richtig. Befragt, wie ihnen die Musik gefallen habe, antworteten etwas mehr Kinder positiv, die an einer Musikogramm-Stunde teilgenommen hatten.